# Stéphane Mahé
Stéphane Mahé, né le 23 septembre 1968 à Puteaux,  est un footballeur français. Il évoluait au poste de défenseur. Il s'est reconverti comme entraîneur à un niveau amateur à Entre-roches près de Morteau (25).

## Biographie
Stéphane Mahé est né à Puteaux mais originaire de Trignac, près de Saint-Nazaire (Loire-Atlantique). À l'âge de quinze ans, il intègre le centre de formation de l'AJ Auxerre. En décembre 1992, il est victime d'un accident de la route. Il revient pourtant à son meilleur niveau participant à la demi-finale de Coupe UEFA contre le Borussia Dortmund en avril 1993. C'est d'ailleurs son tir au but manqué qui éliminera l'AJ Auxerre, la privant d'une finale historique. L'année suivante, il remporte la Coupe de France. Il rejoint alors le Paris SG, participant à l'épopée victorieuse en Coupe des Coupes en 1996. 
Il ne reste qu'une saison dans la capitale et rejoint le Stade rennais. Pour diverses raisons, après une saison, il décide donc de quitter Rennes ainsi que le championnat de France. Il signe au Celtic Glasgow où il va connaître une très belle fin de carrière, remportant six trophées, et raccroche après deux dernières saisons à Heart of Midlothian,. Au cours de sa carrière il est même sélectionné en équipe de France A'[réf. souhaitée].  
De 2003 à 2007, il est entraîneur-joueur du Saint-Nazaire FC, faisant remonter ce club en Division d'Honneur de la Ligue Atlantique. Licencié par un club en proie à de graves problèmes financiers, il quitte le club pour rejoindre la Chapelle des Marais (DH) mais uniquement en tant que joueur. Il est depuis juin 2008, responsable d'une boutique spécialisée dans le football, à Saint-Nazaire.
Depuis 2011, Stéphane Mahé est entraîneur de clubs amateur de la Ligue Atlantique de football. Après Saint-Père-en-Retz (2011-2012), qu'il a fait monter de DRH en DRS, il retrouve le Stade Nazairien (2012-2013). Mais pour une seule saison. En mai 2014, il devient le nouvel entraîneur de la Saint-Aubin Guérande (DRH). Après avoir fait monter le club en DSR, il le quitte en juin 2016 pour intégrer le programme DMVE (Dix Mois Vers l'Emploi) proposé par l'UNECATEF. A Vesoul depuis juin 2017, il réussit à faire monter le FC Vesoul en R1.

## Carrière

### Joueur professionnel
- 1989-1995 :  AJ Auxerre
- 1995-1996 :  Paris SG
- 1996-1997 :  Stade rennais
- 1997-2001 :  Celtic Glasgow
- 2001-2003 :  Heart of Midlothian

### Joueur amateur
- 2003-2007 :  Saint-Nazaire FC
- 2007-2008 :  La Chapelle des Marais
- Depuis 2008 :  Entente Sportive de Pornichet

### Entraîneur-joueur
- 2003-2007 :  Saint-Nazaire FC

### Entraîneur
- 2011-2012 :  Saint-Père-en-Retz (DRH)
- 2012-2013 :  Stade Nazairien (DRS)
- 2014-2016 : Saint-Aubin Guérande (DRS)
- 2017-2018 :  Football Club de Vesoul (LR2)[5]
- 2020-? : ESSE Entente Saugette d'Entre-roches
- 2022- : CA Pontarlier

## Palmarès de joueur
- Vainqueur de la Coupe d'Europe des vainqueurs de coupe en 1996 avec le Paris Saint-Germain
- Vainqueur du Trophée des champions 1995 avec le Paris Saint-Germain
- Champion d’Écosse en 1998 et 2001 avec le Celtic Glasgow
- Vainqueur de la Coupe de France en 1994 avec l'AJ Auxerre
- Vainqueur de la Coupe d'Écosse en 2001 avec le Celtic Glasgow
- Finaliste de la Coupe d'Écosse en 1999 avec le Celtic Glasgow
- Vainqueur de la Coupe de la Ligue d'Écosse en 1998, 2000 et 2001 avec le Celtic Glasgow